# Arena Dongcheon
Arena Dongcheon (kor. 동천체육관) – przeznaczona do koszykówki hala sportowa znajdująca się w mieście Ulsan, w Korei Południowej. W tej hali swoje mecze rozgrywa drużyna Mobis Automons. Hala została oddana do użytku w roku 1998, może pomieścić 6234 widzów, wszystkie miejsca są siedzące.